# Chrysolina confucii
Chrysolina confucii – gatunek chrząszcza z rodziny stonkowatych i podrodziny Chrysomelinae.
Gatunek ten opisany został w 2007 roku przez Igora K. Łopatina na podstawie pojedynczej samicy. Epitet gatunkowy nadano na cześć Konfucjusza.
Chrząszcz o szeroko owalnym ciele długości 8 mm. Z wierzchu jedwabiście połyskujący, ubarwiony ciemno spiżowo z czerwonymi: żuwaczkami, głaszczkami szczękowymi, wargą górną, czułkami i odnóżami. Głowa delikatnie szagrynowana i pokryta drobniutkimi punktami, tylko przy oczach grubszymi. Głaszczki szczękowe o ostatnim członie nieco dłuższym niż poprzedni, szeroko owalnym i ściętym u wierzchołka. 1,8 raza szersze niż długie przedplecze odznacza się brakiem zgrubień bocznych; jego przedni brzeg jest silnie wykrojony, a brzegi boczne lekko wcięte przed tylnymi kątami. Punktowanie przedplecza mikroskopijne, pokryw również drobne, w obu przypadkach słabo widoczne wskutek delikatnego szagrynowania powierzchni. W opadającej części bocznej każdej z pokryw obecne trzy podłużne, szerokie, niskie wyniosłości.
Owad znany tylko z północnego Syczuanu w Chinach.